# Honnalli, Sindgi
Honnalli là một làng thuộc tehsil Sindgi, huyện Bijapur, bang Karnataka, Ấn Độ.